# Schedomolgus idanus
Schedomolgus idanus is een eenoogkreeftjessoort uit de familie van de Anchimolgidae. De wetenschappelijke naam van de soort is voor het eerst geldig gepubliceerd in 1993 door Humes.